# Lowrider

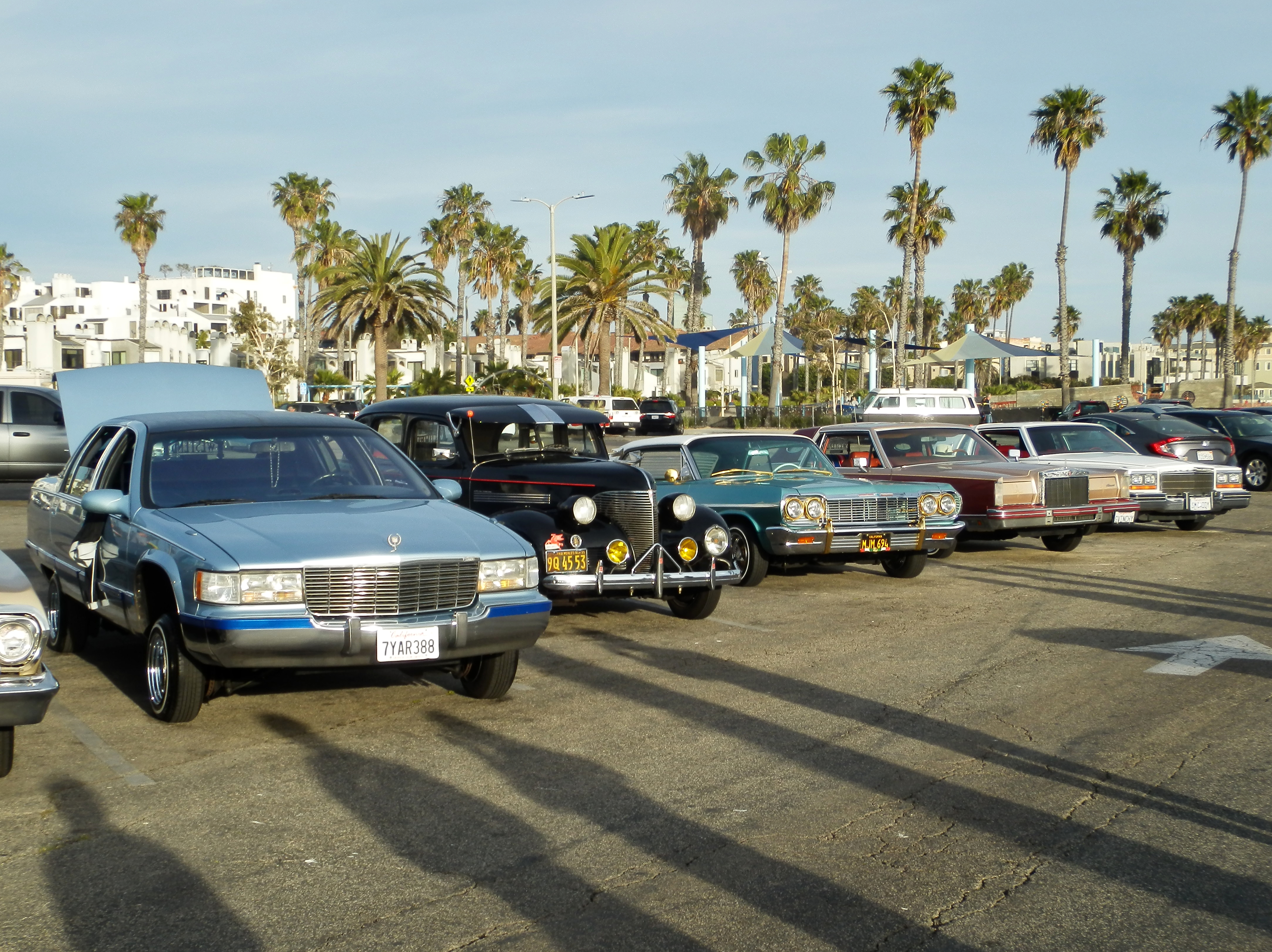
Lowriders (Santa Monica)

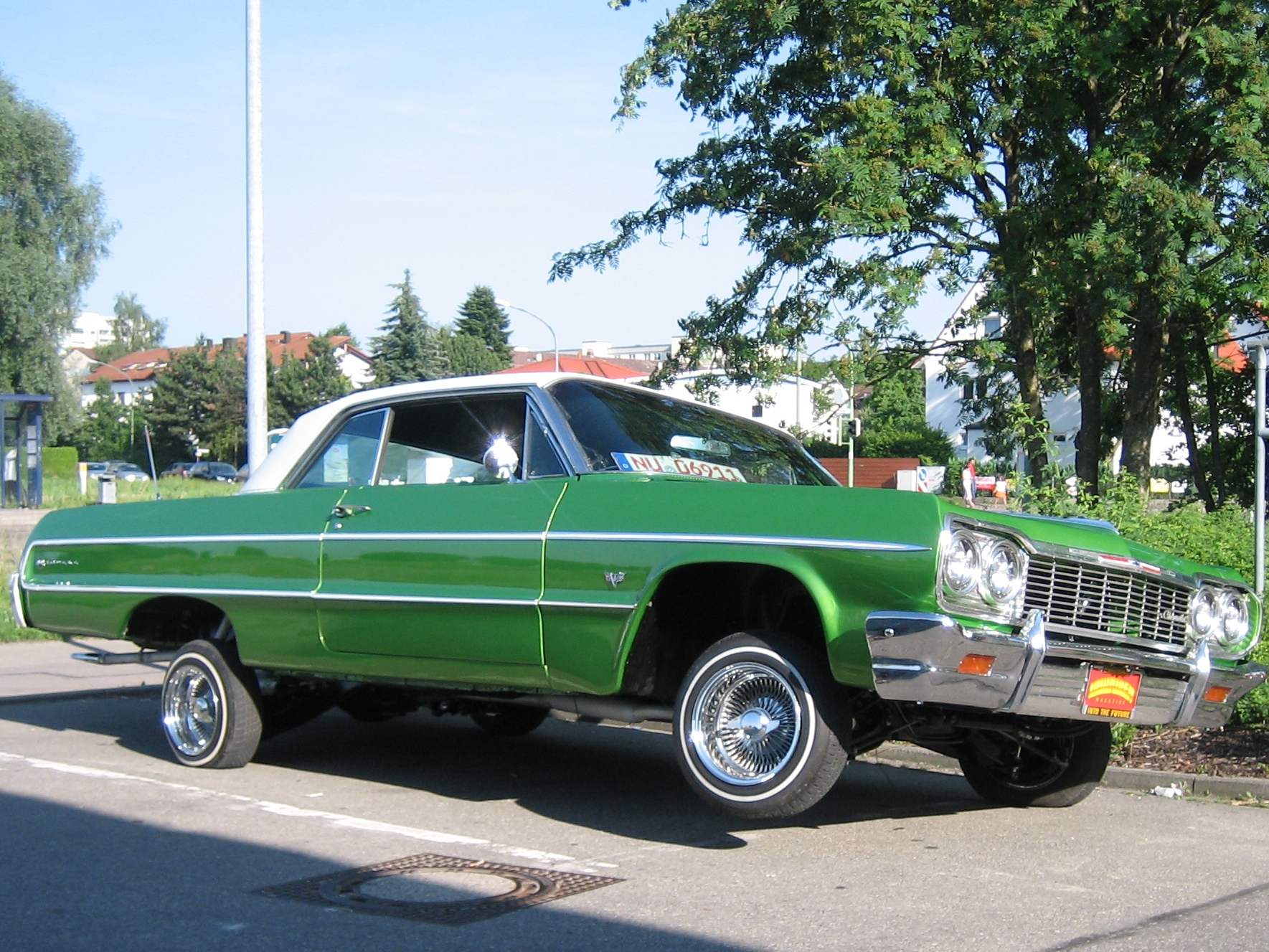
Lowriderré átalakított 1964-es Chevrolet Impala

A lowrider /mélygördülő/ olyan autó, amelynek padlólemeze a megszokottnál alacsonyabban fekszik, és amely sokszor – bár nem minden esetben – módosított, hidraulikus vagy pneumatikus felfüggesztéssel van felszerelve, amelynek segítségével az autó alja és az úttest közötti távolság változtatható.
Az utcai gépjárművek ilyen módon való átalakítása a latin emigránsok, és azoknak leszármazottjaik (chicanók) között terjedt el először az 1950-es évektől. A lowriderek virágkora az 50-60-as években volt, régi repülőgépek hidraulika alkatrészeit felhasználva készültek. Sokan ma is szívesebben építenek át az 1940-es, 50-es 60 as években készült autókat.Ezeket hívjuk old school vagy bomb stílusnak. A 80-90 es években gyártott típusok is kedveltek lettek mára, ezeket new school stílusúnak nevezik. De a stílusjegyek határai erősen összemosódnak. Évjáratoktól és kasztni formáktól függetlenül megkülönböztetünk még irányzatokat, ezek az építés céljától függenek. És a régi egyszerű szintszabályozást is mára bonyolult technikai eszközökkel kapcsolókkal felszerelve egyre extrémebb helyzeteket tudnak az autók produkálni: 3 keréken állás, hatalmas ugrások... Napjainkra világszerte elismert és kedvelt stílussá nőtte ki magát, erős háttériparral és erre specializálódott cégekkel.
Magyarországon kb 8db működő lowrider van. 2 impala, 2 caprice, 2 monte carlo, 1 olds, 1 Golf1.